# Panthers Wrocław
Die Panthers Wrocław sind ein American-Football-Verein aus der polnischen Stadt Breslau (poln. Wrocław), der im Jahre 2013 gegründet wurde. Seit 2021 spielen die Panthers in der European League of Football.

## Geschichte
Die Panthers Wrocław wurden 2013 von Giants-Wrocław-Spielern und ehemaligen Devils-Wrocław-Spielern gegründet. In den Jahren 2014 und 2015 wurden die Panthers polnische Vize-Meister, im Jahr darauf gewannen sie die Meisterschaft und wurden Sieger der IFAF Europe Champions League.
Seit 2019 kooperieren die Panthers mit den Jaguars Katy Wroclawskie aus dem Vorort Kąty Wrocławskie.

### European League of Football

#### Saison 2021
Die Panthers nehmen seit 2021 an der European League of Football teil. In der Saison 2021 schlossen die Panthers die Reguläre Saison mit sechs Siegen und vier Niederlagen auf Platz 2 der Division North ab. Sie qualifizierten sich für das Halbfinale, wo sie den Hamburg Sea Devils mit 27:30 unterlagen.

#### Saison 2022
Die Saison 2022 beendeten die Panthers auf Platz 3 der Northern Conference mit fünf Siegen bei sieben Niederlagen. Am Anschluss an die Saison gab Kuba Samel sein Amt als Head Coach ab und wurde zum Sportdirektor der Panthers ernannt.

#### Saison 2023
Als Nachfolger wurde im November 2022 der US-amerikanische College-Football-Trainer Dave Christensen bekanntgegeben. Zwischen der regulären Saison und den Play-offs 2023 gaben die Panthers bekannt, Christensens Vertrag als Head Coach bis 2025 zu verlängern. In der Wildcard-Runde unterlag man dem späteren Finalisten Stuttgart Surge mit 14-37.

#### Saison 2024
Nachdem A.J. Wentland als US-Amerikaner bereits in der Vorsaison einen Zweijahresvertrag erhielt, wurde auch Special Teams Player of the Year Devan Burrell von den Panthers verpflichtet. Als E-Spot kam Adrià Botella Moreno von den Paris Musketeers.
Zum Saisonauftakt gegen die Berlin Thunder spielen die Panthers erstmals in der Tarczyński Arena mit einer Zuschauerkapazität von 45.105.
Nach dem sechsten Spieltag wurde Head Coach Christensen durch Craig Kuligowski ersetzt, der bereits als der Defensive Coordinator der Panthers fungiert.

## Erfolge

### Polnische Meisterschaft(SuperFinał)
- Meister: 2016, 2017, 2019, 2020
- Vizemeister: 2014, 2015, 2018

### IFAF Europe Champions League
- Meister 2016

## Statistiken ELF

### Platzierungen
| Saison | Conf./Div. | Platz | Spiele | S  | N  | SQ    | P+    | P−    | Diff | Conf  | Serie                      | Postseason                                 | Zuschauer Ø |
| ------ | ---------- | ----- | ------ | -- | -- | ----- | ----- | ----- | ---- | ----- | -------------------------- | ------------------------------------------ | ----------- |
| 2021   | North      | 2.    | 10     | 6  | 4  | 0,600 | 314   | 259   | +55  | 5:1   | 2S-1N-1S-3N-3S             | HF Niederlage: @Hamburg Sea Devils (27–30) | 3.600       |
| 2022   | Northern   | 3.    | 12     | 5  | 7  | 0,417 | 287   | 305   | −18  | 2:4   | 2S–4N–1S– 2N–1S–1N–1S      | –                                          | 2.344       |
| 2023   | Eastern    | 3.    | 12     | 8  | 4  | 0,667 | 385   | 221   | +164 | 7:3   | 2S–1N–2S–2N–2S–1N–2S       | WC Niederlage: @Stuttgart Surge (14–37)    | 2.550       |
| 2024   | Eastern    | 2.    | 12     | 6  | 6  | 0,500 | 356   | 285   | +71  | 4:4   | 1S–3N–1S–1N–1S–1N–1S–1N–2S | –                                          | 5.992       |
| 2025   | East       | 3.    | 12     | 5  | 7  | 0,417 | 372   | 376   | −4   | 3:3   |                            |                                            |             |
| Summe  | Summe      | Summe | 58     | 30 | 28 | 0,517 | 1.714 | 1.446 | +268 | 21:15 |                            | Wildcard 0-1 Halbfinale 0-1                | 3.671       |

(WC: Wildcard, HF: Halbfinale, CG: Championship Game)

### Direkter Vergleich
| Gegner              | erste Begegnung | Regular Season | Regular Season | Regular Season | Regular Season | Regular Season | Regular Season | Regular Season | Play-offs | Play-offs | Play-offs | Play-offs | Play-offs | Höchster Sieg | Höchste Niederlage |
| Gegner              | erste Begegnung | Sp             | S              | N              | SQ             | P+             | P−             | Diff           | S         | N         | P+        | P−        | Diff      | Höchster Sieg | Höchste Niederlage |
| ------------------- | --------------- | -------------- | -------------- | -------------- | -------------- | -------------- | -------------- | -------------- | --------- | --------- | --------- | --------- | --------- | ------------- | ------------------ |
| Berlin Thunder      | 2021            | 8              | 4              | 4              | 0,500          | 242            | 221            | 0+21           |           |           |           |           |           | 35:12 (2021)  | 12:29 (2022)       |
| Cologne Centurions  | 2021            | 4              | 3              | 1              | 0,750          | 197            | 77             | +120           |           |           |           |           |           | 57:30 (2025)  | 31:33 (2021)       |
| Fehérvár Enthroners | 2023            | 6              | 6              | 0              | 1,000          | 283            | 94             | +189           |           |           |           |           |           | 62:12 (2024)  | –                  |
| Frankfurt Galaxy    | 2021            | 6              | 1              | 5              | 0,167          | 126            | 174            | 0−48           |           |           |           |           |           | 54:19 (2024)  | 13:47 (2022)       |
| Hamburg Sea Devils  | 2021            | 6              | 2              | 4              | 0,333          | 120            | 135            | 0−15           | 0         | 1         | 27        | 30        | −3        | 34:25 (2023)  | 00:17 (2022)       |
| Leipzig Kings       | 2021            | 6              | 6              | 0              | 1,000          | 212            | 117            | 0+95           |           |           |           |           |           | 54:28 (2021)  | –                  |
| Munich Ravens       | 2025            | 2              | 0              | 2              | 0,000          | 40             | 83             | −43            |           |           |           |           |           | –             | 26:49 (2025)       |
| Nordic Storm        | 2025            | 2              | 0              | 2              | 0,000          | 40             | 87             | 0–47           |           |           |           |           |           | –             | 19:47 (2025)       |
| Prague Lions        | 2023            | 6              | 5              | 1              | 0,833          | 187            | 128            | 0+59           |           |           |           |           |           | 73:13 (2023)  | 13:45 (2025)       |
| Stuttgart Surge     | 2022            | 4              | 2              | 2              | 0,500          | 96             | 109            | 0–13           | 0         | 1         | 14        | 37        | −23       | 34:00 (2022)  | 00:40 (2024)       |
| Vienna Vikings      | 2022            | 8              | 1              | 7              | 0,125          | 171            | 221            | 0–50           |           |           |           |           |           | 42:60 (2022)  | 12:38 (2025)       |

Stand: 16. August 2025
Legende:
| Spiele       | Siege              | Niederlagen           |
| SQ Siegquote | P+ gemachte Punkte | P− gegnerische Punkte |

## Trainer

### Head Coaches
| #                           | Name                        | Saisons                     | Regular Season              | Regular Season              | Regular Season              | Regular Season              | Regular Season              | Play-offs                   | Play-offs                   | Play-offs                   |
| #                           | Name                        | Saisons                     | Spiele                      | S                           | N                           | UE                          | Siegquote                   | Spiele                      | S                           | N                           |
| Liga Futbolu Amerykańskiego | Liga Futbolu Amerykańskiego | Liga Futbolu Amerykańskiego | Liga Futbolu Amerykańskiego | Liga Futbolu Amerykańskiego | Liga Futbolu Amerykańskiego | Liga Futbolu Amerykańskiego | Liga Futbolu Amerykańskiego | Liga Futbolu Amerykańskiego | Liga Futbolu Amerykańskiego | Liga Futbolu Amerykańskiego |
| --------------------------- | --------------------------- | --------------------------- | --------------------------- | --------------------------- | --------------------------- | --------------------------- | --------------------------- | --------------------------- | --------------------------- | --------------------------- |
| ?                           | Jakub Samel                 | 2020                        | 5                           | 5                           | 0                           | 0                           | 1,000                       | 2                           | 2                           | 0                           |
| European League of Football |                             |                             |                             |                             |                             |                             |                             |                             |                             |                             |
| 1                           | Jakub Samel                 | 2021–2022                   | 22                          | 11                          | 11                          | –                           | 0,500                       | 1                           | 0                           | 1                           |
| 2                           | Dave Christensen            | 2023–2024                   | 18                          | 10                          | 8                           | –                           | 0,556                       | 1                           | 0                           | 1                           |
| 3                           | Craig Kuligowski            | 2024–                       | 6                           | 4                           | 2                           | –                           | 0,667                       | 0                           | 0                           | 0                           |

## Kader
Nach den Regeln der ELF hat der Großteil eines Rosters aus Home-Grown-Spielern zu bestehen, also solchen, die in dem Land begonnen haben American Football zu spielen, in dem sie aktuell spielen. Um die Konkurrenzfähigkeit einiger Teams zu steigern, hat die ELF die Ausweitung der Regionen, in denen jemand als Home Grown zählt, beschlossen. Für die Panthers Wrocław bedeutet dies vereinfachte Zugriffsrechte auf Spieler aus der Ukraine sowie aus Lettland, Litauen und Estland.
| Abkürzungen der Spieler-Positionen im American Football | Abkürzungen der Spieler-Positionen im American Football |
| ------------------------------------------------------- | --- |
| Offense                                                 | QB – Quarterback \| RB – Runningback \| FB – Fullback \| TE – Tight End \| E/WR – Wide Receiver \| T – Tackle \| G – Guard \| C – Center |
| Defense                                                 | DT – Defensive Tackle \| DE – Defensive End \| NT – Nose Tackle \| LB – Linebacker \| ILB – Inside Linebacker \| MLB – Middle Linebacker \| OLB – Outside Linebacker \| CB – Cornerback \| NB – Nickelback \| FS – Free Safety \| SS – Strong Safety |
| Special Teams                                           | K – Kicker \| P – Punter \| KS – Kicking Specialist \| KOS – Kickoff Specialist \| LS – Long Snapper \| RS – Return Specialist \| KOR/KR – Kick Returner \| PR – Punt Returner \| PP – Punt Protector                                                |

## Sponsoren und Partner
Die Wrocław Panthers haben eine Gruppe von insgesamt fünf Hauptsponsoren: der polnische Wurstprodukteproduzent Tarczyński mit den beiden Marken Tarczyński und Snack !t, Kentucky Fried Chicken, der luxemburgische Getränkekonzern Splendid Drinks mit der Marke 28Black und die Stadt Breslau. Zu den weiteren Sponsoren gehören der Breslauer Verkehrsbetrieb MPK Wrocław, das Reisebusunternehmen Naszbus.com, der multinationale Werkzeug- und Baumaterialhändler Rawlplug aus Breslau und der Getränkehändler Mineral Zdrój aus Gorzanów. Des Weiteren haben die Panthers zurzeit mit insgesamt neun Unternehmen eine Partnerschaft, darunter der Sportausrüster Forelle, der Fitnessgerätehersteller Hammer Tech und der Druckdienstleister Triada Drukarnia.